# Orhun Öztürk
Orhun Öztürk (* 14. Mai 1992 in Ludwigsburg) ist ein türkischer Fußballspieler, der für Boluspor spielt.

## Vereinskarriere
In der Saison 2011/12 wurde Orhun Öztürk das erste Mal in die 1. Mannschaft berufen. In der Rückrunde der gleichen Saison wurde Öztürk an den Drittligisten Anadolu Selçukluspor verliehen.
Im Sommer 2014 wechselte er zu Büyükşehir Belediye Erzurumspor.